# Deens voetbalelftal in 2004
Het Deens voetbalelftal speelde veertien officiële interlands in het jaar 2004, waaronder vier duels in de kwalificatiereeks voor het WK voetbal 2006 in Duitsland. Bij de EK-eindronde in Portugal werden de Denen in de kwartfinales uitgeschakeld door Tsjechië (3-0). De selectie stond onder leiding van de medio 2000 aangetreden oud-international Morten Olsen. Eén speler kwam in alle veertien duels in actie: aanvaller Jon Dahl Tomasson.

## Balans
| Wedstrijden | Wedstrijden | Wedstrijden | Wedstrijden | Doelpunten | Doelpunten | Doelpunten | Punten |
| Gespeeld    | Winst       | Gelijk      | Verlies     | Voor       | Tegen      | Saldo      | Punten |
| ----------- | ----------- | ----------- | ----------- | ---------- | ---------- | ---------- | ------ |
| 14          | 5           | 6           | 3           | 20         | 16         | +4         | 1.143  |

## Interlands
|                                                                  |         |                      |            |                                                                                 |
| 18 februari Vriendschappelijk № 683 «onderlinge duels» 19:30 uur | Turkije | 0 – 1                | Denemarken | 5 Ocak Stadı, Adana Toeschouwers: 21.600 Scheidsrechter: Franz-Xaver Wack (GER) |
| 18 februari Vriendschappelijk № 683 «onderlinge duels» 19:30 uur |         | 32' Martin Jørgensen |            | 5 Ocak Stadı, Adana Toeschouwers: 21.600 Scheidsrechter: Franz-Xaver Wack (GER) |

|                                                               |                                          |       |            |                                                                                      |
| 31 maart Vriendschappelijk № 684 «onderlinge duels» 21:45 uur | Spanje                                   | 2 – 0 | Denemarken | Estadio El Molinón, Gijón Toeschouwers: 18.600 Scheidsrechter: António Almeida (POR) |
| 31 maart Vriendschappelijk № 684 «onderlinge duels» 21:45 uur | Fernando Morientes 22' Raúl González 60' |       |            | Estadio El Molinón, Gijón Toeschouwers: 18.600 Scheidsrechter: António Almeida (POR) |

|                                                               |               |       |           |                                                                                 |
| 28 april Vriendschappelijk № 685 «onderlinge duels» 20:00 uur | Denemarken    | 1 – 0 | Schotland | Parken, Kopenhagen Toeschouwers: 22.885 Scheidsrechter: Martin Ingvarsson (SWE) |
| 28 april Vriendschappelijk № 685 «onderlinge duels» 20:00 uur | Ebbe Sand 61' |       |           | Parken, Kopenhagen Toeschouwers: 22.885 Scheidsrechter: Martin Ingvarsson (SWE) |

|                                                             |                                       |       |                                         |                                                                                |
| 30 mei Vriendschappelijk № 686 «onderlinge duels» 19:00 uur | Estland                               | 2 – 2 | Denemarken                              | A. Le Coq Arena, Tallinn Toeschouwers: 4.800 Scheidsrechter: Ruud Bossen (NED) |
| 30 mei Vriendschappelijk № 686 «onderlinge duels» 19:00 uur | Kristen Viikmäe 76' Joel Lindpere 90' |       | 28' Jon Dahl Tomasson 79' Kenneth Pérez | A. Le Coq Arena, Tallinn Toeschouwers: 4.800 Scheidsrechter: Ruud Bossen (NED) |

|                                                             |               |       |                                |                                                                              |
| 5 juni Vriendschappelijk № 687 «onderlinge duels» 17:00 uur | Denemarken    | 1 – 2 | Kroatië                        | Parken, Kopenhagen Toeschouwers: 30.843 Scheidsrechter: Fritz Stuchlik (AUT) |
| 5 juni Vriendschappelijk № 687 «onderlinge duels» 17:00 uur | Ebbe Sand 56' |       | 27' Tomo Šokota 39' Ivica Olić | Parken, Kopenhagen Toeschouwers: 30.843 Scheidsrechter: Fritz Stuchlik (AUT) |

| EK voetbal 2004 |
| --------------- |

|                                                                 |            |       |        |                                                                                                 |
| 14 juni EK-eindronde Groep C № 688 «onderlinge duels» 17:00 uur | Denemarken | 0 – 0 | Italië | Estádio D. Afonso Henriques, Guimarães Toeschouwers: 29.595 Scheidsrechter: Manuel Mejuto (ESP) |
| 14 juni EK-eindronde Groep C № 688 «onderlinge duels» 17:00 uur |            |       |        | Estádio D. Afonso Henriques, Guimarães Toeschouwers: 29.595 Scheidsrechter: Manuel Mejuto (ESP) |

|                                                                 |           |                                             |            |                                                                                              |
| 18 juni EK-eindronde Groep C № 689 «onderlinge duels» 17:00 uur | Bulgarije | 0 – 2                                       | Denemarken | Estádio Municipal de Braga, Braga Toeschouwers: 24.131 Scheidsrechter: Lucílio Batista (POR) |
| 18 juni EK-eindronde Groep C № 689 «onderlinge duels» 17:00 uur |           | 44' Jon Dahl Tomasson 90+2' Jesper Grønkjær |            | Estádio Municipal de Braga, Braga Toeschouwers: 24.131 Scheidsrechter: Lucílio Batista (POR) |

|                                                                 |                                             |       |                                              |                                                                                |
| 22 juni EK-eindronde Groep C № 690 «onderlinge duels» 19:45 uur | Denemarken                                  | 2 – 2 | Zweden                                       | Estádio do Bessa, Porto Toeschouwers: 26.115 Scheidsrechter: Markus Merk (GER) |
| 22 juni EK-eindronde Groep C № 690 «onderlinge duels» 19:45 uur | Jon Dahl Tomasson 28' Jon Dahl Tomasson 66' |       | 47' (pen.) Henrik Larsson 89' Mattias Jonson | Estádio do Bessa, Porto Toeschouwers: 26.115 Scheidsrechter: Markus Merk (GER) |

|                                                                     |                                                |       |            |                                                                                     |
| 27 juni EK-eindronde Kwartfinale № 691 «onderlinge duels» 19:45 uur | Tsjechië                                       | 3 – 0 | Denemarken | Estádio do Dragão, Porto Toeschouwers: 41.092 Scheidsrechter: Valentin Ivanov (RUS) |
| 27 juni EK-eindronde Kwartfinale № 691 «onderlinge duels» 19:45 uur | Jan Koller 49' Milan Baroš 63' Milan Baroš 65' |       |            | Estádio do Dragão, Porto Toeschouwers: 41.092 Scheidsrechter: Valentin Ivanov (RUS) |

|  |  |  |  |  |  |  |  |  |

|                                                                  |                     |       |                                                                                         |                                                                              |
| 18 augustus Vriendschappelijk № 692 «onderlinge duels» 19:00 uur | Polen               | 1 – 5 | Denemarken                                                                              | Stadion Miejski, Poznań Toeschouwers: 4.500 Scheidsrechter: Ivan Bebek (CRO) |
| 18 augustus Vriendschappelijk № 692 «onderlinge duels» 19:00 uur | Maciej Żurawski 76' |       | 23' Peter Madsen 30' Peter Madsen 51' Thomas Gaardsøe 86' Claus Jensen 90' Peter Madsen | Stadion Miejski, Poznań Toeschouwers: 4.500 Scheidsrechter: Ivan Bebek (CRO) |

|                                                                |                     |       |                  |                                                                         |
| 4 september WK-kwalificatie № 693 «onderlinge duels» 20:00 uur | Denemarken          | 1 – 1 | Oekraïne         | Parken, Kopenhagen Toeschouwers: 36.335 Scheidsrechter: Urs Meier (SUI) |
| 4 september WK-kwalificatie № 693 «onderlinge duels» 20:00 uur | Martin Jørgensen 9' |       | 56' Andriy Husin | Parken, Kopenhagen Toeschouwers: 36.335 Scheidsrechter: Urs Meier (SUI) |

|                                                              |         |                                            |            |                                                                                     |
| 9 oktober WK-kwalificatie № 694 «onderlinge duels» 20:45 uur | Albanië | 0 – 2                                      | Denemarken | Qemal Stafastadion, Tirana Toeschouwers: 14.500 Scheidsrechter: Yuri Baskakov (RUS) |
| 9 oktober WK-kwalificatie № 694 «onderlinge duels» 20:45 uur |         | 52' Martin Jørgensen 72' Jon Dahl Tomasson |            | Qemal Stafastadion, Tirana Toeschouwers: 14.500 Scheidsrechter: Yuri Baskakov (RUS) |

|                                                               |                              |       |                   |                                                                                 |
| 13 oktober WK-kwalificatie № 695 «onderlinge duels» 20:00 uur | Denemarken                   | 1 – 1 | Turkije           | Parken, Kopenhagen Toeschouwers: 41.331 Scheidsrechter: Massimo De Santis (ITA) |
| 13 oktober WK-kwalificatie № 695 «onderlinge duels» 20:00 uur | Jon Dahl Tomasson 27' (pen.) |       | 70' Nihat Kahveci | Parken, Kopenhagen Toeschouwers: 41.331 Scheidsrechter: Massimo De Santis (ITA) |

|                                                                |                                            |       |                                            |                                                                                           |
| 17 november WK-kwalificatie № 696 «onderlinge duels» 19:00 uur | Georgië                                    | 2 – 2 | Denemarken                                 | Boris Paitsjadzestadion, Tbilisi Toeschouwers: 25.000 Scheidsrechter: Darko Čeferin (SLO) |
| 17 november WK-kwalificatie № 696 «onderlinge duels» 19:00 uur | Georgi Demetradze 33' Malchaz Asatiani 75' |       | 8' Jon Dahl Tomasson 64' Jon Dahl Tomasson | Boris Paitsjadzestadion, Tbilisi Toeschouwers: 25.000 Scheidsrechter: Darko Čeferin (SLO) |

## FIFA-wereldranglijst
| JAN | FEB | MAR | APR | MEI | JUN | JUL | AUG | SEP | OKT | NOV | DEC |
| --- | --- | --- | --- | --- | --- | --- | --- | --- | --- | --- | --- |
| 13  | 14  | 14  | 14  | 14  | 15  | 15  | 15  | 15  | 15  | 13  | 14  |

## Statistieken
| Thomas Sørensen   | 1976-06-12 | Aston Villa          | 12 | 0 | 0 |    |    |
| Peter Skov-Jensen | 1971-06-09 | VfL Bochum           | 2  | 0 | 0 |    |    |
| Stephan Andersen  | 1981-11-26 | Charlton Athletic    | 0  | 1 | 0 |    |    |
| Verdediging       |            |                      |    |   |   |    |    |
| Niclas Jensen     | 1974-08-17 | Borussia Dortmund    | 13 | 0 | 0 |    |    |
| Thomas Helveg     | 1971-06-24 | Norwich City         | 12 | 0 | 0 |    |    |
| Martin Laursen    | 1977-07-26 | Aston Villa          | 10 | 0 | 0 |    |    |
| René Henriksen    | 1969-08-27 | Panathinaikos        | 9  | 0 | 0 | 66 | 0  |
| Brian Priske      | 1977-05-14 | KRC Genk             | 5  | 3 | 0 |    |    |
| Per Krøldrup      | 1979-07-31 | Udinese              | 4  | 5 | 0 |    |    |
| Kasper Bøgelund   | 1980-10-08 | PSV Eindhoven        | 2  | 4 | 0 |    |    |
| Steven Lustü      | 1971-04-13 | Lyn Oslo             | 1  | 0 | 0 |    |    |
| Thomas Gaardsøe   | 1979-11-23 | West Bromwich Albion | 0  | 1 | 1 |    |    |
| Thomas Rasmussen  | 1977-04-16 | Hansa Rostock        | 0  | 1 | 0 |    |    |
| Søren Colding     | 1972-09-02 | VfL Bochum           | 0  | 1 | 0 | 27 | 0  |
| Asbjørn Sennels   | 1979-01-17 | Brøndby IF           | 0  | 1 | 0 |    |    |
| Middenveld        |            |                      |    |   |   |    |    |
| Martin Jørgensen  | 1975-10-06 | AC Fiorentina        | 12 | 0 | 3 |    |    |
| Thomas Gravesen   | 1976-03-11 | Real Madrid          | 10 | 1 | 0 |    |    |
| Christian Poulsen | 1980-02-28 | Schalke 04           | 9  | 1 | 0 |    |    |
| Daniel Jensen     | 1979-06-25 | Werder Bremen        | 9  | 0 | 0 |    |    |
| Claus Jensen      | 1977-04-29 | Fulham               | 6  | 4 | 1 |    |    |
| Morten Wieghorst  | 1971-02-25 | Brøndby IF           | 1  | 0 | 0 |    |    |
| Jan Kristiansen   | 1981-08-04 | Esbjerg fB           | 0  | 2 | 0 |    |    |
| Thomas Kahlenberg | 1983-03-20 | Brøndby IF           | 0  | 2 | 0 |    |    |
| Thomas Røll       | 1977-03-12 | Silkeborg IF         | 0  | 1 | 0 |    |    |
| Martin Retov      | 1980-05-05 | Brøndby IF           | 0  | 1 | 0 |    |    |
| Jan Michaelsen    | 1970-11-28 | Hamarkameratene      | 0  | 1 | 0 |    |    |
| Aanval            |            |                      |    |   |   |    |    |
| Jon Dahl Tomasson | 1976-08-29 | AC Milan             | 13 | 1 | 8 |    |    |
| Jesper Grønkjær   | 1977-08-12 | Atlético Madrid      | 11 | 1 | 1 |    |    |
| Dennis Rommedahl  | 1978-07-22 | Charlton Athletic    | 4  | 7 | 0 |    |    |
| Ebbe Sand         | 1972-07-19 | Schalke 04           | 3  | 4 | 2 | 66 | 22 |
| Peter Madsen      | 1978-04-26 | VfL Bochum           | 3  | 3 | 3 |    |    |
| Kenneth Pérez     | 1974-08-29 | AZ Alkmaar           | 2  | 7 | 1 |    |    |
| Henrik Pedersen   | 1975-06-10 | Bolton Wanderers     | 1  | 1 | 0 |    |    |
| Peter Løvenkrands | 1980-01-29 | Glasgow Rangers      | 0  | 4 | 0 |    |    |
| Morten Skoubo     | 1980-06-30 | Brøndby IF           | 0  | 1 | 0 |    |    |